# USS Harpers Ferry (LSD-49)
El USS Harpers Ferry (LSD-49) es un LSD (landing ship dock) de la marina de guerra de los Estados Unidos; el primero de su clase, compuesta por otros cuatro buques. Fue asignado en 1995.

## Construcción
Fue construido por Avondale Industries en Nueva Orleans (Luisiana). Fue colocada la quilla en 1991; fue botado el casco en 1993, siendo su madrina la esposa del general John R. Dailey; y fue asignado en 1995. Su nombre USS Harpers Ferry hace referencia a Harpers Ferry (Virginia Occidental).

## Historia de servicio
En 2011 el buque proporcionó ayuda humanitaria en Japón luego del terremoto y tsunami de febrero de 2011.